# Frieden von Gisors 1180
Der Frieden von Gisors vom 28. Juni 1180 war ein Vertrag zwischen dem französischen König Philipp II. August und dem englischen König Heinrich II.
Philipp, den sein Vater, König Ludwig VII., 1179 als Nachfolger hatte anerkennen lassen, sah sich bereits kurz darauf, noch zu Lebzeiten des alten Königs, dem Einfluss der Familie seiner Mutter, Adele von Champagne, ausgesetzt, den er zu brechen hoffte.
Er heiratete im Frühjahr 1180 – selbst erst 15 Jahre alt – ohne Zustimmung der Eltern die 10-jährige Isabella von Hennegau, die Nichte des Grafen von Flandern, und nicht das eigentlich für ihn vorgesehene Mitglied der gräflichen Familie der Champagne, dem Haus Blois.
Am 28. Juni des gleichen Jahres dann versicherte er sich des Schutzes und der Rückendeckung des englischen Königs, der sich damit eindeutig auf seine Seite stellte, und die Parteinahme für die ebenfalls antichambrierende Königin Adele ablehnte.
Der Vertrag wurde in Gisors geschlossen, das auf der Grenze zwischen dem französischen und dem normannischen Vexin liegt und somit auf der Grenze der Herrschaftsgebiete Ludwigs VII. und Heinrichs II.

## Wirkung
Philipp II. gewann durch diesen Vertrag nach dem Tod seines Vaters am 18. September 1180 zwar keine Ruhe vor seinen gräflichen Gegnern, die 1181 sogar noch den Vater und den Onkel seiner Ehefrau (Hennegau und Flandern) in ihr Bündnis aufnahmen. Doch Heinrichs Signal, dass er sich nicht gegen Philipp stellen werde (was auch während dessen Minderjährigkeit als unehrenhaft galt) und ihn notfalls sogar schützen werde, führte dazu, dass der Graf von Champagne und dann der Erzbischof von Reims, dessen Bruder, sich 1182 unterwarfen; als es dann Isabella gelang, ihren Vater ebenfalls aus der Allianz zu lösen, war Philipp I. von Flandern isoliert (1183). Dieser leistete noch zwei Jahre Widerstand, vor allem auch wegen des Erbes seiner Frau Mabile, die im gleichen Jahr starb, bis er sich 1185 im Frieden von Boves unterwarf.